# Aeroporto Internacional de Grand Forks
O Aeroporto Internacional de Grand Forks (IATA: GFK, ICAO: KGFK, FAA LID: GFK) é um aeroporto público localizado na cidade de Grand Forks, no condado de Grand Forks, Dakota do Norte, Estados Unidos. O aeroporto não recebe voos internacionais regulares, mas tem o título de "internacional" porque está disponível para voos da aviação geral que chegam principalmente do Canadá e de outros países.

## Companhias e destinos
| Companhia                                       | Destinos                          |
| ----------------------------------------------- | --------------------------------- |
| Northwest Airlines                              | Minneapolis/St. Paul              |
| Northwest Airlink operado por Mesaba Airlines   | Devils Lake, Minneapolis/St. Paul |
| Northwest Airlink operado por Pinnacle Airlines | Minneapolis/St. Paul              |
| Allegiant Air                                   | Las Vegas                         |